# Agorismo

Simbolo dell'agorismo: "Agorà, anarchia, azione!"

L'agorismo è una filosofia politica libertaria, fondata da Samuel Edward Konkin III come soluzione ideale per approdare ad una società dove tutte "le relazioni tra persone siano scambi volontari, un libero mercato". Il termine deriva dalla parola greca "agorà", la piazza aperta al libero scambio, alle assemblee e al mercato nelle città-stato greche. Ideologicamente questa teoria rappresenta una rivoluzione all'interno del cosiddetto "anarchismo di mercato". La caratteristica fondamentale dell'agorismo, che la distingue da altri filoni anarchici pro-mercato, è la strada che porterà alla nascita della società anarchica. Questa strada viene chiamata counter-economics, e consiste nel passaggio naturale del commercio dai mercati regolamentati e tassati, ai mercati deregolati e non tassati, ovvero i mercati neri e grigi.

## Manifesto
Il trattato definito e sommativo del pensiero agorista è New Libertarian Manifesto, pubblicato da Samuel Edward Konkin III nel 1980. Un anticipo del pensiero agorista è possibile trovarlo in Alongside Night di J. Neil Schulman, pubblicato nel 1979. Tale racconto venne ispirato dallo stesso Konkin e dal famoso romanzo di Ayn Rand, Atlas Shrugged.
Gli agoristi sono per un mercato del tutto libero e per il diritto assoluto di proprietà. Considerano il diritto naturale e i diritti di proprietà come naturali conseguenze dell'emancipazione e della sovranità individuale. Di conseguenza l'agorismo viene comunemente considerato una corrente dell'anarco-capitalismo. Gli agoristi considerano le proprie idee come un'evoluzione ed il superamento delle idee di Murray N. Rothbard. Konkin descrisse gli agoristi come "rigorosi rothbardiani...e anzi, più rothbardiani di Rothbard stesso".
Strategicamente gli agoristi difendono e sostengono la counter-economics, ossia l'allargamento progressivo dei mercati neri e grigi.
Gli agoristi si definisco left-libertarian ma questo non significa che gli agoristi siano di sinistra entro la comune collocazione europea o americana.
In origine le ragioni di tale scelta nascevano dalla volontà degli agoristi di saldare i rapporti con la corrente New Left, di distinguersi dagli altri anarchici di mercato per via della counter-economics, e perché nell'Assemblea Nazionale Francese la sinistra rappresentava per la maggior parte i liberali e coloro favorevoli al libero mercato.
In accordo con Konkin, fu lo stesso Murray N. Rothbard a definire Konkin e il suo radicale libero mercato "left" (sinistra) a partire dallo spettro rothbardiano del libertarianismo.
Questo spettro rothbardiano adottato dagli agoristi suddivide le varie correnti del libertari (siano esse i miniarchici ovvero libertari gradualisti che gli agoristi anarco-capitalisti) in due differenti distinzioni: in "left" e "right" libertarian.
I "left" libertarian sono generalmente gli agoristi, ovvero coloro che non partecipano alla vita politica, praticando forme di contro-economia e di disubbedienza civile allo Stato radicale (che di fatto li rende i più estremi e radicali attuatori del concetto di anarco-capitalismo e di libero mercato) mentre i "right" libertarian sono generalmente considerati i conservatori fiscali e i miniarchici che attuano la partecipazione politica (ad esempio nel Partito Repubblicano o nel Partito Libertario).
La distinzione "left" e "right" libertarian non va confusa con un'ulteriore suddivisione presente nelle correnti del libertarianismo americano tra i libertariani promotori di una visione più attenta dei diritti civili (su aborto, coppie di fatto e legalizzazione delle droghe leggere) e una più attenta all'economia di mercato.
In tal caso non tutti gli agoristi sono favorevoli a condurre battaglie di diritto civile, in quanto da loro ritenuti non funzionali ad una visione di libero mercato senza Stato.
Oltre alla suddivisione konkiniana tra "left" e "right" libertarian in termini politici esiste anche una suddivisione tra i "left" libertariani (intesi come libertari aventi maggior interesse per le libertà di libero mercato non però necessariamente associabili ai soli agoristi ma anche i miniarchi e i libertari di "destra parlamentare") e i "right" paleolibertari (ovvero libertariani intesi come la fusione tra paleoconservatori e libertari conservatori nel paleolibertarismo) aventi un interesse minore alle tesi anarco-capitaliste e di mercato e un maggior interesse per la difesa dei valori sociali tradizionali e della sicurezza personale.

## Prime pubblicazioni
J. Neil Schulman, editore della rivista di Konkin New Libertarian, fu il primo ad espletare, nella sua opera intitolata Alongside Night, pubblicata nel 1979 e iniziata nel 1974 (quando era editore di New Libertarian Notes), la filosofia agorista. Durante il loro viaggio dell'agosto 1975 da New York alla California, Konkin e Schulman, abbozzarono il libro che avrebbero pubblicato insieme e che si sarebbe dovuto intitolare CounterEconomics. Quando questo progetto fallì, Schulman tornò al proprio lavoro iniziale, ovvero Alongside Night, che terminò nel 1979, mentre Konkin tornò ad occuparsi del suo magazine, e iniziò la stesura di New Libertarian Manifesto e An Agorist Primer, pubblicati successivamente con la casa editrice KoPubCo di Victor Koman. Prima della sua morte Konkin terminò il suo manoscritto CounterEconomics, pubblicato anch'esso dalla casa editrice di Koman.

## Counter-economics come teoria rivoluzionaria
In accordo con le teorie di mercato anarchico agorista, Agorist Revolution in a Nutshell:
In una società fondata sul mercato anarchico, diritto e sicurezza saranno forniti da istituzioni libere di mercato, e non da istituzioni politiche. Gli agoristi riconoscono dunque che, tali istituzioni, non potranno svilupparsi attraverso riforme politiche, ma, anzi, attraverso veri processi di mercato.
Quanto il governo sarà più bandito, tanto forte sarà la repressione contro il governo da parte del mercato che fornirà maggiore sicurezza e diritti. Il mercato domanderà tanti servizi di sicurezza quanto sarà grande la sua emergenza. Lo sviluppo di tale domanda arriverà da quei settori dell'economia in continua crescita, ovvero quelli sempre meno sotto il controllo dello Stato (che di conseguenza non permetteranno più allo Stato di avere il monopolio del diritto e della sicurezza). Questo settore dell'economia è la Counter-economics, ovvero l'insieme dei mercati neri e grigi.»
(Brad Spangler,  Agorist Revolution in a Nutshell. URL consultato il 1º marzo 2008 (archiviato dall'url originale il 14 marzo 2008).)

## Concetto di proprietà
Gli agoristi preferiscono il termine "libero mercato" a "capitalismo", soprattutto per non legarsi alle implicazione che questo termine ha assunto nella storia. I favoritismi dei governi verso determinate società sono visti dagli agoristi come la caratteristica che rende maggiormente illegittimo l'intervento statale in diversi mercati. Le restrizioni dello Stato a favore di determinate aziende, secondo gli agoristi, deformano il mercato, rendendo le suddette imprese meno responsabili e meno capaci. Gli agoristi sostengono che i debiti delle imprese nei confronti di altre imprese non debbano essere cancellati attraverso un decreto del governo e che ogni manager deve essere responsabile per ogni atto compiuto. Soprattutto ritengono fondamentale il concetto secondo cui lo Stato debba essere isolato dalle proprie scelte personali.
(Merce Rampart, "Chairman of the Revolutionary Agorist Cadre" in Alongside Night)
Konkin si oppose al concetto di proprietà intellettuale e scrisse un articolo, intitolato "Copywrongs", a supporto di tale tesi. Successivamente Schulman criticò queste tesi di Konkin in "Informational Property: Logorights". Mentre Konkin si opponeva alle leggi dello Stato in tema di patenti e copyright, in quanto creatrici di monopoli e distorsioni, che fu tra l'altro la stessa posizione assunta da Benjamin Tucker prima di lui, Schulman cercava di dimostrare come ogni invenzione sia logicamente di proprietà esclusiva dell'inventore.
A differenza dei mutualisti, gli agoristi sostengono che non c'è bisogno che una proprietà venga continuamente utilizzata per appartenere al legittimo proprietario.

## Tre tipi di capitalisti
Molti agoristi, come molti anarco-capitalisti, col termine capitalismo si riferiscono ad un libero mercato totalmente svincolato dall'intervento statale. L'agorismo divide i capitalisti sostanzialmente in tre categorie.
| imprenditore                                                             | capitalista non statalista                                                                               | capitalista statalista                  |
| (buono)                                                                  | (neutrale)                                                                                               | (cattivo)                               |
| innovatore, corre rischi, è la vera forza produttrice del libero mercato | possessore di capitale, non necessariamente interessato ideologicamente, "relativamente poco innovatore" | "il più grande male del regno politico" |

## Azioni politiche
Gli agoristi tendono ad opporsi rigidamente al voto ed alla partecipazione politica, sostenendo l'impossibilità e l'irrealizzabilità della creazione di una società libera attraverso gli strumenti e i processi politici. La loro azione si dirige prevalentemente su un punto di vista culturale e attivistico.